# Туманов, Николай Георгиевич
Князь Николай Георгиевич Туманов (Туманишвили груз. თუმანიშვილი); 1848 — 1912/1913) — генерал-лейтенант русской императорской армии.

## Биография
Происходил из старинного княжеского рода Тумановых.
Родился 22 июля (3 августа) 1848 года. Окончил Николаевский кадетский корпус (1866), затем учился в Николаевском кавалерийском училище, которое не окончил, однако офицерский экзамен сдал в Елисаветградском кавалерийском юнкерском училище.
В службу вступил 1 мая 1866 года. В 1871—1872 гг. был прапорщиком милиции Тифлисской губернии. С 24 июля 1878 года — в звании корнета; участвовал на Кавказе в русско-турецкой войне 1877-1878 гг..
Поручик гвардейской кавалерии — с 17 августа 1885 года. В течение пяти лет, 1889—1894 гг., был начальником лейб-гвардии команды крымских татар Собственного Е. И. В. конвоя. Был произведён 6 декабря 1894 года в полковники и направлен в распоряжение дежурного при Е. И. В. генерала, после чего, с 3 апреля 1896 года, длительное время был в распоряжении дворцового коменданта. В 1902 году назначен командиром 2-й бригады Сибирской казачьей дивизии. С 6 декабря 1903 года — генерал-майор.
С 15 ноября 1905 года — генерал для особых поручений при Министерстве Императорского Двора. Произведён в генерал-лейтенанты 6 декабря 1911 года.
Умер в Санкт-Петербурге 21 декабря 1912 (3 января 1913) года[уточнить] от паралича сердца. Похоронен на кладбище Александро-Невской лавры.

## Награды

### Российской империи
- орден Св. Станислава 3-й ст. (1884)
- орден Св. Анны 3-й ст. (1887)
- орден Св. Станислава 2-й ст. (1891)
- орден Св. Анны 2-й ст. (1896)
- орден Св. Владимира 4-й ст. (1899)
- орден Св. Владимира 3-й ст. (1902)
- орден Св. Станислава 1-й ст. (1905)
- орден Св. Анны 1-й ст.(1909)

### Иностранные
- офицерский крест французского ордена Почетного Легиона
- Прусский орден Красного Орла 3-й ст. (1890)
- орден Благородной Бухары 3-й ст. (1892)
- персидский орден Льва и Солнца 2-й ст. со звездой (1894)
- орден Благородной Бухары 2-й ст. (1899)
- датский орден Данеброга 3-й ст (1891)
- турецкий орден Меджидие 2-й ст.
- сербский Орден Таковского креста 3-й ст.
- греческий орден Спасителя 2-го кл. (1894)
- гессенский Орден Людвига 1-го кл. (1894)
- сиамский орден Короны 4-й ст. (1896)
- командорский крест румынского ордена Звезды
- болгарский Орден «Святой Александр» 2-го кл. (1897)